# (38667) 2000 OT56
2000 OT56 (asteroide 38667) é um asteroide da cintura principal. Possui uma excentricidade de 0.23759550 e uma inclinação de 3.73780º.
Este asteroide foi descoberto no dia 29 de julho de 2000 por LONEOS em Anderson Mesa.